# エスカル御殿
エスカル御殿（エスカルごでん、1970年3月31日 - ）は、日本の男性総合格闘家。秋田県秋田市出身。サイトー會館代表会員（會聖）。ブラジリアン柔術青帯。アマチュアキックボクシング 第2代BRAVE OVER50 ミドルエイジ中量級王者。

## 来歴
1998年、秋田県内の格闘技愛好家たちとともに柔術・寝技などの格闘技練習会『秋霜会』（のちのサイトー會館）を立ち上げた。まだアマチュア格闘技が一般的でなかった時代に、地方都市で格闘技の火を灯すべく活動を始めた。
2000年3月20日、30歳を目前にアマチュア修斗公式戦に初出場。以来、年齢的な不利をものともせず、東北各地の競技会に精力的に参戦する。
秋田県におけるアマチュア格闘技の草創期を支えた選手の一人とされ、46歳を過ぎてもなおアマチュア修斗東北選手権を3度制し、ついには全日本選手権の舞台にも立った。
アマチュア修斗の規定により、50歳を超える者の試合出場は認められないため 、2020年度をもって定年を迎え、引退する予定だったが、アマチュア修斗委員会の特別措置により、2021年3月28日、佐藤ルミナが代表を務める修斗オフィシャルジム「ROOTS」にて、プロ昇格を懸けたトライアウトマッチに挑んだ。勝てばプロ修斗ライセンスを取得し現役続行という最後のチャンスだったが、キャリア初のKO負けを喫し、51歳の誕生日の3日前に、21年にわたるアマチュア修斗の活動に終止符を打った。
それでも格闘技への情熱は消えることなく、2023年11月、青森県で開催されたプロ格闘技興行『GFG』への出場オファーを受諾。53歳にしてプロ総合格闘家デビューを果たす。試合は5分2R制、肘打ちありのMMAユニファイドルールで行われ 、体重が2階級上の相手で、かつ日本人で唯一金原正徳から一本勝ちを挙げた佐東伸哉との対戦となった。試合は苦しい展開ながらフルラウンドを戦い抜き、判定0-3で敗れたが、その挑戦と健闘は関係者から高く評価され、敬意をもって称賛された。
翌2024年11月3日、『GFG』に2年連続で出場。前回のウェルター級からフェザー級に下げて臨み、2ラウンド2分22秒パウンド連打によるTKO勝ちを収め、総合格闘技公式戦では約4年ぶりの勝利を手にした。
現在も「生涯現役」を掲げ、アマチュアキックボクシング大会への出場を続ける一方、地域で行われる格闘技大会ではレフリーとしても活躍をしている。

## 人物・エピソード

### 北朝鮮訪問
- 1995年4月28日から29日にかけて北朝鮮の平壌で開催された大規模なプロレスイベント『平和のための平壌国際体育・文化祝典』に朝鮮総連系の旅行代理店が企画したツアーで参加[5]。会場には19万人もの観衆が集まり、アントニオ猪木とリック・フレアーの対戦をはじめとする数々の歴史的な試合を、二日間にわたって観戦した。日常では到底経験できない規模のイベントを目の当たりにし、その壮大さに驚かされた。同じツアーには、『紙のプロレス』の編集長であった山口昇も参加しており、彼との交流も印象深い経験となった。

### 地下鉄サリン事件の奇跡的回避
- 1995年3月20日、地下鉄サリン事件発生当時、営団地下鉄日比谷線を通勤で利用していたが、事件当日は寝坊により乗車が遅れ、被害を免れた。通常通り出勤していれば、茅場町駅からサリンが散布された車両に乗っていた可能性が高く、実際に同じ経路を利用していた通勤者が被害に遭い命を落とした[6] 。そのわずか10日後、警察庁長官狙撃事件が発生。続発する重大事件の速報に触れ、「東京でテロが進行している」という危機感を強く抱くこととなった。また、オウム真理教事件の関係者逮捕時には、勤務先近くの築地署[7]に捜査関係者や報道陣が殺到。テレビの生中継で容疑者の連行劇を見ながら、騒然とした署の様子を職場の窓越しに目にした。これらの経験が、以後もオウム事件に関心を持ち続ける契機となった。

### プロレス信仰と格闘技の実践
- 1988年7月27日、秋田県立体育館で行われたIWGPヘビー級王座挑戦者決定リーグ戦・アントニオ猪木vsマサ斎藤戦の試合後、興奮冷めやらぬエスカルはマサ斎藤の健闘を称えようと声を上げながら接近した。そこへ、セコンドに付いていたビッグバン・ベイダーが立ちはだかり、やや乱暴に押し戻された。実際は手加減された軽い一押しに過ぎなかったが、プロレスラーに絡んでもらった事に感激したエスカルは「これは大きなリアクションで応えねば」と咄嗟に忖度。勢いよくパイプ椅子席に倒れ込んだ。この様子にベイダーも一瞬驚きを見せた。

- 初めてのメディア登場は『週刊プロレス』誌上で、プロレス時事ネタを募る読者投稿コーナー『爆笑連載 ほとんどジョーク』に投稿した作品が優秀作[8]に選ばれたことによる。投稿作は作家の更科四郎によってイラストされ、1989年7月20日発売の週刊プロレスNo.329号に、誌面１ページを使って掲載された[9]。

- 学生プロレスのサークルに所属していた経験があり、アマチュア格闘家として活動する傍ら、みちのくプロレスの前座や地元プロレス団体でプロレスの試合を幾度か行った[10]。所属していたプロレスサークルの名称は『闘龍門』で、ウルティモ・ドラゴンが1996年に設立したプロレスラー養成所と奇しくも同じ名称であるが、1988年時点で所属サークル側がこの名称で活動を始め、先に使用していたと認識をしている。そして、このサークルでの活動を通じて、のちに第1回空道世界選手権 中量級王者となる高田久嗣[11]と出会う。

- 学生時代、産経新聞の配達アルバイトを務めた。1990年の湾岸危機で邦人多数がイラク政府に拘束されると、参院議員だったアントニオ猪木は単身バグダッドに乗り込み人質解放に尽力した。日本人の解放が決まった直後、新聞各紙は、猪木とともに日本人家族が「1、2、3、ダァー！」を叫びながら喜び合う写真を夕刊一面に大きく掲載した。一方、産経新聞はその写真の掲載を控え[12]、猪木の行動を「日本の自国中心的行動が国際社会の不信を招く」と批判的に論じた。産経の考えには同意するが、猪木の行動力を他の国会議員のパフォーマンスと同列に論じる見解に疑問を抱いた。さらには、人質解放前にも猪木VSアリ戦を揶揄する文章が、産経紙上のコラムに掲載されていた。猪木を心の支柱とするほど敬愛していたエスカルは、産経に対して「この野郎...」と思わず口走りたくなるほどの怒りを覚えながらも、それらの記事を自らの手で配達することに葛藤した。

- 1991年11月9日、新宿区百人町のスポーツ会館サンボスクールに入門[13]。日本アマチュアサンボ連盟常任理事、古川精美の下でサンボのテクニックを学ぶ。プロレスラーの船木勝一は同門にあたり、出稽古に来ていた平直行ら格闘家達とも練習を行っている。翌1992年3月、第5回古川杯に出場し4試合を勝ち抜いて優勝する。同年10月、第18回全日本サンボ選手権への出場を果たす[14]。

- 2002年9月、「日本柔術界の父」といわれる中井祐樹から、ブラジリアン柔術の青帯を直接授与される。

- 2011年、地下格闘技団体が開催したトーナメントに出場し、決勝で団体側がエースとして推す選手を破り優勝。これによって主催者と観客を大いに困惑させ、その後間もなく団体は消滅している。

- 身体作りにおいては、ウエイトトレーニングに頼らず、腕立て伏せやスクワットといったプロレス式の自重トレーニングを長年継続している。食生活はスーパーの弁当や総菜が中心で、特段の栄養管理をしているわけではない。それでも年齢を重ねた今なお、体力・持久力・集中力を高い水準で維持している。練習では、ミット打ちとスパーリングを組み合わせた3分5ラウンドを、ほとんど休憩を挟まず集中的にこなす。こうした高負荷の反復を支えているのは、長年にわたる地道な鍛錬の賜物であると同時に、生まれ持った身体的資質の存在も見逃せない。

- リングネームの元々の読み方は「エスカルごてん」だった。しかしラジオ番組[15]に投稿した際、MCの古舘伊知郎に「ごでん」と読み間違えられる。古舘のプロレス実況とともに青春時代を過ごした本人にとって、それはむしろ光栄な事と受け止め「あの古舘が ”ごでん” と読んだのならそれでいい」——そう言い、以後リングネームの読み方を「エスカルごでん」に変更することを決めた。

- 座右の銘はアントニオ猪木の『いつ何時、誰の挑戦でも受ける』という言葉である。

### 多彩な趣味と関心領域
- サザンオールスターズのファン歴は40年以上にわたる。特に強い思い入れを持つようになったきっかけは、『'88ワールドプロレスリング・8.8横浜決戦 藤波vs猪木[16]』放送回のエンディング[17]で新日本プロレスの地方巡業回想シーンに合わせて流れた『旅姿六人衆』に心打たれことにある。アントニオ猪木の没後間もなく行われた桑田佳祐のライブツアー[18]において、猪木追悼のパフォーマンスを期待して秋田から仙台の会場まで駆けつけた。現在も、桑田佳祐の「プロレス愛」が反映されることを期待し[19]、全国各地のツアー会場に足を運び、昭和プロレスにまつわる話題がライブで取り上げられることを楽しみにしている。

- 格闘技の世界で活動を続けながらも、RIZINやUFCといった国内外のメジャー大会にはさほど関心を示さない。一方で日米のプロ野球には強い関心を持ち、とりわけ読売ジャイアンツと原辰徳に対しては深い思い入れを抱いている。原が現役時代に経験した浮き沈みに対しては、本人曰く「愛憎まみえ、ボロクソに罵倒する時期もあった」が、1989年の日本シリーズ第5戦で放った満塁ホームラン、さらには第2回WBC優勝監督としての手腕を通じ「原辰徳は自分の中で神のような存在になった」と語っている。そして2015年11月9日、原辰徳がエスカルの勤務先を表敬訪問し、両者は対面を果たす。このとき原を送迎した車のナンバープレートは「8888」であり、原の背番号にちなんだものだったという。

- 趣味は秘湯巡り。体を温め気分を癒やす目的で近隣他県を問わず名店を訪ね歩いている。

## 戦績

### プロ総合格闘技
| 総合格闘技 戦績 | 総合格闘技 戦績 | 総合格闘技 戦績 | 総合格闘技 戦績 | 総合格闘技 戦績 | 総合格闘技 戦績 | 総合格闘技 戦績 |
| --------------- | --------------- | --------------- | --------------- | --------------- | --------------- | --------------- |
| 7 試合          | (T)KO           | 一本            | 判定            | その他          | 引き分け        | 無効試合        |
| 5 勝            | 2               | 0               | 3               |                 | 0               | 0               |
| 2 敗            | 0               | 0               | 2               |                 | 0               | 0               |

| 勝敗 | 対戦相手 | 試合結果                 | 大会名                                                     | 開催年月日     |
| ○    | 武田光信 | 2R 2:22 TKO （パウンド） | Global Fightingsport Game 4                                | 2024年11月3日  |
| ×    | 佐東伸哉 | 5分2R終了 判定0-3        | Global Fightingsport Game 3                                | 2023年11月19日 |
| ○    | ぴーすけ | 3分2R終了 判定3-0        | クレイジーサーカス プレミアム4 【-73kgトーナメント決勝戦】 | 2011年11月13日 |
| ○    | 松井幸宏 | 3分2R終了 判定3-0        | クレイジーサーカス プレミアム4 【-73kgトーナメント準決勝】 | 2011年11月13日 |
| ○    | 柴田司   | 3分2R終了 判定3-0        | クレイジーサーカス プレミアム3 【-73kgトーナメント1回戦】  | 2011年7月17日  |
| ○    | 佐藤生樹 | 1R 2:17 TKO              | クレイジーサーカス プレミアム2                             | 2011年4月10日  |
| ×    | 佐藤建彦 | 3分2R終了 判定0-3        | クレイジーサーカス プレミアム1                             | 2010年10月10日 |

### アマチュア総合格闘技
| 総合格闘技 戦績 | 総合格闘技 戦績 | 総合格闘技 戦績 | 総合格闘技 戦績 | 総合格闘技 戦績 | 総合格闘技 戦績 | 総合格闘技 戦績 |
| --------------- | --------------- | --------------- | --------------- | --------------- | --------------- | --------------- |
| 38 試合         | (T)KO           | 一本            | 判定            | その他          | 引き分け        | 無効試合        |
| 17 勝           | 0               | 6               | 11              |                 | 0               | 0               |
| 21 敗           | 1               | 3               | 17              |                 | 0               | 0               |

| 勝敗                                                            | 対戦相手   | 試合結果                         | 大会名                                                                 | 開催年月日     |
| ×                                                               | 田中龍矢   | 2R 1:28 TKO                      | アマチュア修斗公式戦トライアウトマッチ                                 | 2021年3月28日  |
| 2020年度北日本アマチュア修斗選手権大会 ライト級 3位             |            |                                  |                                                                        |                |
| ×                                                               | 網恭佑     | 1R 3:31 チョークスリーパー       | 2020年度北日本アマチュア修斗選手権大会                                 | 2020年11月23日 |
| ○                                                               | 津野凌平   | 4分1R終了 判定2-1                | 2020年度北日本アマチュア修斗選手権大会                                 | 2020年11月23日 |
| ×                                                               | 川幡昌弘   | 4分1R終了 判定0-3                | 第26回全日本アマチュア修斗選手権大会                                   | 2019年9月29日  |
| 第13回東北アマチュア修斗選手権大会 ライト級 優勝                |            |                                  |                                                                        |                |
| ○                                                               | 奈良龍世   | 3分2R終了 判定3-0                | 第13回東北アマチュア修斗選手権大会                                     | 2019年6月23日  |
| ×                                                               | 平澤克明   | 4分1R終了 判定0-3                | 第25回全日本アマチュア修斗選手権大会                                   | 2018年10月14日 |
| 第12回東北アマチュア修斗選手権大会 ライト級 優勝                |            |                                  |                                                                        |                |
| ○                                                               | 櫻庭泰裕   | 3分2R終了 判定3-0                | 第12回東北アマチュア修斗選手権大会 決勝                                | 2018年7月29日  |
| ○                                                               | 佐藤永遠   | 4分1R終了 判定3-0                | 第12回東北アマチュア修斗選手権大会                                     | 2018年7月29日  |
| ×                                                               | 水野怜     | 4分1R終了 判定0-3                | 第8回北信越アマチュア修斗選手権大会                                    | 2018年6月10日  |
| ○                                                               | 酒井章     | 1R チョークスリーパー            | 第8回北信越アマチュア修斗選手権大会                                    | 2018年6月10日  |
| ×                                                               | 早川智也   | 4分1R終了 判定0-3                | 第24回全日本アマチュア修斗選手権大会                                   | 2017年9月23日  |
| 第11回東北アマチュア修斗選手権大会 ウェルター級 準優勝          |            |                                  |                                                                        |                |
| ×                                                               | 工藤尚     | 3分2R終了 判定0-3                | 第11回東北アマチュア修斗選手権大会 決勝                                | 2017年7月2日   |
| ○                                                               | 松本龍馬   | 4分1R終了 判定3-0                | 第11回東北アマチュア修斗選手権大会                                     | 2017年7月2日   |
| ×                                                               | 伊集守道   | 4分1R終了 判定0-3                | 第23回全日本アマチュア修斗選手権大会                                   | 2016年10月9日  |
| 第10回東北アマチュア修斗選手権大会 ウェルター級 優勝            |            |                                  |                                                                        |                |
| ○                                                               | 竹下登     | 3分2R終了 判定2-0                | 第10回東北アマチュア修斗選手権大会                                     | 2016年6月19日  |
| 第5回東北アマチュア修斗選手権大会 ウェルター級 準優勝           |            |                                  |                                                                        |                |
| ×                                                               | 吉田真也   | 3分2R終了 39-44                  | 第5回東北アマチュア修斗選手権大会 決勝                                 | 2011年8月28日  |
| ○                                                               | 井上裕介   | 4分1R終了 23-16                  | 第5回東北アマチュア修斗選手権大会                                      | 2011年8月28日  |
| ×                                                               | 小野寺裕也 | チョークスリーパー               | みちのくプロレス みちのく秋祭りイベントプロレスシリーズ                | 2009年9月22日  |
| 第3回東北アマチュア修斗選手権大会 ウェルター級 3位              |            |                                  |                                                                        |                |
| ×                                                               | 吉田真也   | 4分1R終了 20-24                  | 第3回東北アマチュア修斗選手権大会                                      | 2009年7月5日   |
| ○                                                               | 太田隆幸   | 4分1R終了 26-23                  | 第3回東北アマチュア修斗選手権大会                                      | 2009年7月5日   |
| ×                                                               | 佐々木大輔 | 4分1R終了 18-20                  | 第2回東北アマチュア修斗選手権大会                                      | 2008年7月6日   |
| ×                                                               | 佐々木大輔 | 5分1R終了 判定0-3                | club DEEP in Zepp sendai 【フューチャーキングトーナメント70kg級1回戦】 | 2007年10月28日 |
| ×                                                               | 藤田博晃   | 4分1R終了 17-23                  | 第1回東北アマチュア修斗選手権大会                                      | 2007年7月1日   |
| ×                                                               | 岡元飛竜   | 4分1R終了 18-21                  | 第5回東北アマチュア修斗オープントーナメント1回戦                       | 2006年7月16日  |
| 第4回東北アマチュア修斗オープントーナメント ウェルター級 3位    |            |                                  |                                                                        |                |
| ×                                                               | 田口公一   | 4分1R終了 20-25                  | 第4回東北アマチュア修斗オープントーナメント準決勝                      | 2005年7月24日  |
| ○                                                               | 横田庸介   | 1R 1:41 チョークスリーパー       | 第4回東北アマチュア修斗オープントーナメント2回戦                       | 2005年7月24日  |
| ○                                                               | 佐々木大輔 | 1R 1:17 片逆エビ式アキレス腱固め | 第4回東北アマチュア修斗オープントーナメント1回戦                       | 2005年7月24日  |
| ×                                                               | 今野章     | 4分1R終了 判定                   | 第3回東北アマチュア修斗オープントーナメント 2回戦                      | 2004年8月8日   |
| ○                                                               | 佐々木正次 | 4分1R終了 判定                   | 第3回東北アマチュア修斗オープントーナメント 1回戦                      | 2004年8月8日   |
| ×                                                               | 西岡裕     | 4分1R終了 17-23                  | 第2回東北アマチュア修斗オープントーナメント 2回戦                      | 2003年8月3日   |
| ○                                                               | 会田昭     | 4分1R終了 26-21                  | 第2回東北アマチュア修斗オープントーナメント 1回戦                      | 2003年8月3日   |
| 第1回東北アマチュア修斗オープントーナメント ウェルター級 準優勝 |            |                                  |                                                                        |                |
| ×                                                               | 及川希     | フロントチョーク                 | 第1回東北アマチュア修斗オープントーナメント 決勝                       | 2002年7月14日  |
| ○                                                               | 成田貴由樹 | 4分1R終了 31-20                  | 第1回東北アマチュア修斗オープントーナメント 準決勝                     | 2002年7月14日  |
| ○                                                               | 中村和也   | ネックロック                     | 第1回東北アマチュア修斗オープントーナメント 1回戦                      | 2002年7月14日  |
| ×                                                               | 橋爪巨樹   | 3分2R終了 43-46                  | 山形フリーファイト WITH YAMAGATA BJJ JAM                               | 2001年6月3日   |
| ×                                                               | 今野章     | 3分2R終了 39-44                  | アマチュア修斗 郡山大会                                                | 2001年3月4日   |
| ○                                                               | 海老名尚幸 | 腕ひしぎ十字固め                 | アマチュア修斗 仙台大会                                                | 2000年10月29日 |
| ○                                                               | 加藤喜行   | 腕ひしぎ十字固め                 | パレストラ仙台主催アマチュア大会                                       | 2000年3月20日  |

### アマチュアキックボクシング
| キックボクシング 戦績 | キックボクシング 戦績 | キックボクシング 戦績 | キックボクシング 戦績 | キックボクシング 戦績 | キックボクシング 戦績 | キックボクシング 戦績 |
| --------------------- | --------------------- | --------------------- | --------------------- | --------------------- | --------------------- | --------------------- |
| 24 試合               | (T)KO                 | 判定                  | その他                | 引き分け              | 無効試合              |                       |
| 10 勝                 | 2                     | 8                     | 0                     | 4                     | 0                     |                       |
| 10 敗                 | 1                     | 9                     | 0                     | 4                     | 0                     |                       |

| 勝敗 | 対戦相手   | 試合結果           | 大会名                                                            | 開催年月日     |
| ×    | 猿田陽平   | 2分2R終了 判定0-3  | MAC Rumble V 【73kg以下キックルールトーナメント決勝】             | 2025年6月8日   |
| ○    | 戸村元紀   | 2分2R終了 判定3-0  | MAC Rumble V 【73kg以下キックルールトーナメント】                 | 2025年6月8日   |
| ○    | 山本拓志   | 2分2R終了 判定3-0  | BRAVE-52 【OVER50ミドルエイジ中量級王座防衛3】                    | 2024年12月15日 |
| ×    | 今野龍季   | 2R 1:29 TKO        | BRAVE-50 ミドル級トーナメント決勝                                 | 2024年3月31日  |
| ○    | 館花ヤ二ス | 2分1R終了 判定3-0  | BRAVE-50 ミドル級トーナメント準決勝                               | 2024年3月31日  |
| ○    | 戸澤秋斗   | 2分1R終了 判定3-0  | BRAVE-50 ミドル級トーナメント1回戦                                | 2024年3月31日  |
| △    | 国竹正樹   | 2分2R終了 判定0-1  | BRAVE-49 【OVER50ミドルエイジ中量級王座防衛2】                    | 2023年12月24日 |
| ○    | 平塚宏     | 2分2R終了 判定3-0  | BRAVE-48 【OVER50ミドルエイジ中量級王座防衛1】                    | 2023年8月27日  |
| ○    | 三上卓也   | 2分2R終了 判定3-0  | BRAVE-47 ミドル級トーナメント                                     | 2023年3月26日  |
| ×    | 村井大輔   | 2分2R終了 判定0-3  | BRAVE-46 【ミドルエイジU35中量級タイトルマッチ】                  | 2022年12月11日 |
| ○    | 岑英二     | 90秒2R終了 判定3-0 | BRAVE-45 【OVER50ミドルエイジ中量級暫定王座決定トーナメント決勝】 | 2022年8月21日  |
| ×    | 藤好浩之   | 90秒2R終了 判定0-3 | BRAVE-44 【OVER50ミドルエイジ中量級トーナメント決勝】             | 2022年4月24日  |
| ○    | 中村啓介   | 1R TKO             | BRAVE-44                                                          | 2022年4月24日  |
| ×    | 中村友哉   | 2分2R終了 判定0-3  | BRAVE-41                                                          | 2020年8月2日   |
| ○    | 庄司利明   | 2R1:15 TKO         | NO NAME HEROES                                                    | 2019年12月15日 |
| △    | 中川巧介   | 2分2R終了 引き分け | BRAVE-35                                                          | 2018年4月8日   |
| ×    | 佐々木雄哉 | 2分2R終了 判定0-2  | BRAVE-32                                                          | 2017年4月9日   |
| ○    | 本庄都志   | 90秒3R終了 判定2-0 | NO NAME HEROES 12                                                 | 2016年11月27日 |
| △    | 山口千博   | 2分2R終了 判定1-1  | BRAVE-30                                                          | 2016年8月7日   |
| △    | 渡部翔龍   | 2分2R終了 ドロー   | みちのくプロレス ゴールデンウイークツアー2012                     | 2012年5月3日   |
| ×    | 金直孝     | 2分2R終了 判定0-3  | BRAVE-12                                                          | 2010年4月18日  |
| ×    | 渡辺雄貴   | 2分2R終了 判定0-3  | BRAVE-9                                                           | 2009年4月5日   |
| ×    | 阿部雅俊   | 2分2R終了 判定0-3  | BRAVE-7                                                           | 2008年8月10日  |
| ×    | 田中信一   | 2分2R終了 判定0-3  | BRAVE-6                                                           | 2008年4月20日  |

### グラップリング
| 勝敗 | 対戦相手   | 試合結果                             | 大会名                                                          | 開催年月日     |
| ×    | 菊池寛太   | 4:02 裸締め                          | おぎちゃんフリーファイト                                        | 2024年8月25日  |
| ○    | 小向将太   | 判定3-0                              | BRAVE-6                                                         | 2008年4月20日  |
| △    | 小向隆市   | 引き分け                             | BRAVE-4                                                         | 2007年8月19日  |
| ○    | 原田智生   | 一本                                 | BRAVE-1                                                         | 2006年8月27日  |
| ×    | 鈴木一志   | 4分1R終了 判定                       | 第1回修斗グラップリング東北オープントーナメント with B.J.J JAM3 | 2003年11月16日 |
| ×    | 早坂俊明   | アキレス腱固め                       | 修斗グラップリングみちのく                                      | 2003年3月16日  |
| ×    | 藤澤陽輔   | 判定5-6                              | 修斗グラップリングみちのく                                      | 2003年3月16日  |
| △    | 佐々木正次 | 25:00 レフリーストップにより引き分け | SUBMISSION FIGHTING COMPETITION MATCH                           | 2002年2月3日   |

### ブラジリアン柔術
| 勝敗 | 対戦相手 | 試合結果         | 大会名                                                                          | 開催年月日    |
| ×    | 平岩宏亮 | 判定0-10         | おぎちゃんフリーファイト                                                        | 2024年8月25日 |
| ×    | 西野大樹 | 判定0-0          | コパ・パラエストラ東北2006 BJJオープントーナメント アダルト紫帯レーヴィ級 1回戦 | 2006年9月17日 |
| ○    | 田坂和也 | 襟締め           | 第2回ブラジリアン柔術東北新人大会 青帯レーヴィ級                                | 2006年5月21日 |
| ×    | 入野樹美 | 判定             | 第2回ブラジリアン柔術東北新人大会 青帯アブソリュート級                          | 2006年5月21日 |
| ○    | 田子俊也 | 判定             | コパ・パラエストラ東北BJJオープントーナメント 【マスター白帯レーヴィ級 決勝】   | 2002年9月15日 |
| ○    | 長澤幸司 | 判定             | コパ・パラエストラ東北BJJオープントーナメント 【マスター白帯レーヴィ級 準決勝】 | 2002年9月15日 |
| ×    | 山田勝功 | 判定2-4          | COPA-TOUHOKU2 【中量級トーナメント(61～72.9kg）】                               | 2001年9月15日 |
| ○    | 三上敏也 | 腕ひしぎ十字固め | COPA-TOUHOKU2 【中量級トーナメント(61～72.9kg）】                               | 2001年9月15日 |
| ○    | 松崎栄   | 判定15-0         | 山形フリーファイト WITH YAMAGATA BJJ JAM アダルト・レーヴィ級                   | 2001年6月3日  |

## 獲得タイトル
- 第2代 BRAVE OVER50ミドルエイジ中量級王者（2022年8月21日～）
- クレイジーサーカス -73kgトーナメント優勝（2011年11月13日）

## 表彰
- 週刊プロレス「爆笑連載 ほとんどジョーク」優秀作品（今週のイチバンおもしろかった作品とその作者）（1989年8月1日号）
- 第5回古川杯サンボトーナメント 優勝（1992年3月28日）
- 東北BJJオープントーナメント マスター白帯レーヴィ級 優勝（2002年9月15日）
- 第10回東北アマチュア修斗選手権大会 ウェルター級 優勝（2016年6月19日）
- 第12回東北アマチュア修斗選手権大会 ライト級 優勝（2018年7月29日）
- 第13回東北アマチュア修斗選手権大会 ライト級 優勝（2019年6月23日）

## メディア出演

### 書籍
- 『POPEYE　第388号』（マガジンハウス、1992年11月10日発売）特集「護身ケンカ必勝法 やるときゃ、やるぜ。」サンボ練習生として単独インタビュー